# Selopanggung (Semen)
Selopanggung is een bestuurslaag in het regentschap Kediri van de provincie Oost-Java, Indonesië. Selopanggung telt 4260 inwoners (volkstelling 2010).